# Brothers Union
Brothers Union (em bengali: ব্রাদার্স ইউনিয়ন) é um clube de futebol de Bangladesh sediado em Dhaka. Foi fundado em 1949.
O clube teve somente funções sociais até 1973. A partir de 1974 começaram as atividades no futebol.
Possui como cores o azul e branco.

## Títulos
- Bangladesh Premier League: 2004
- Dhaka League: 2003–04 e 2004–05
- Bangladesh Federation Cup: 1980¹, 1991 e 2005

¹O Brothers Union compartilha este título com o Mohammedan SC.